# Perilla
Perilla (família Lamiaceae) é o nome comum de uma erva de gênero botânico da família das mentas. Embora conhecido em várias culturas por nomes diferentes, as variedades são agora classificados sob as espécies única Perilla frutescens. Pode ser comercializado para fins medicinais, condimentares e aromáticos. É utilizado em comidas asiáticas, é também utilizado no anti-envelhecimento (Japão, China, Coreia, Laos, Vietnã) e na África do Sul.
- Perilla frutescens – as folhas e sementes são usadas na cozinha coreana.
- Perilla frutescens var. crispa – as folhas são usadas na cozinha japonesa.

## Valor Nutricional
As folhas da Perilla são ricas em fibras dietéticas, minerais dietéticos, como cálcio, ferro e potássio, vitaminas A, C e riboflavina. Os componentes da Perrila estão sob uma pesquisa preliminar para usos potenciais em anti-inflamatórios e podendo também ser utilizado para preservar comidas, também ajuda na remoção de rugas e sua essencia pode ser retretirada através do cozinhamento das folhas.

## Espécies
Apresenta 23 espécies:
Perilla acuta
Perilla albiflora
Perilla arguta
Perilla avium
Perilla cavaleriei
Perilla citriodora
Perilla crispa
Perilla elata
Perilla frutescens
Perilla fruticosa
Perilla hirtella
Perilla laciniata
Perilla lanceolata
Perilla leptostachya
Perilla macrostachya
Perilla marathrosma
Perilla nankinensis
Perilla ocimoides
Perilla ocymoides
Perilla polystachya
Perilla setoyensis
Perilla shimadae
Perilla urticaefolia

## Nome e referências
Perilla Linnaeus, 1764